# Uczelnie w Łodzi

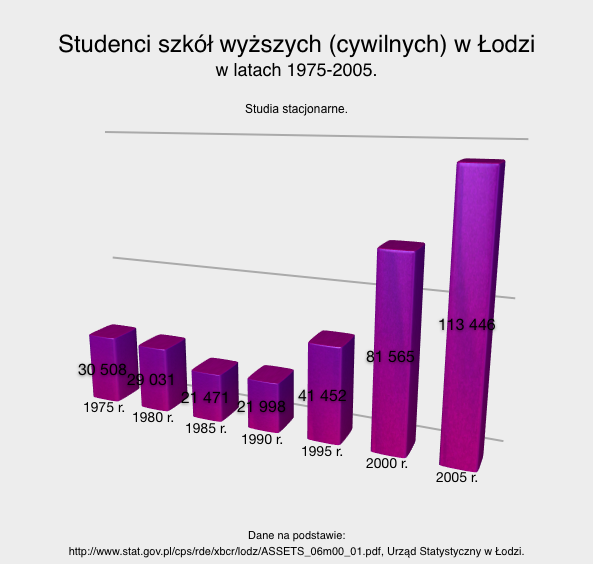
Studenci szkół wyższych (cywilnych) w Łodzi w latach 1975–2005

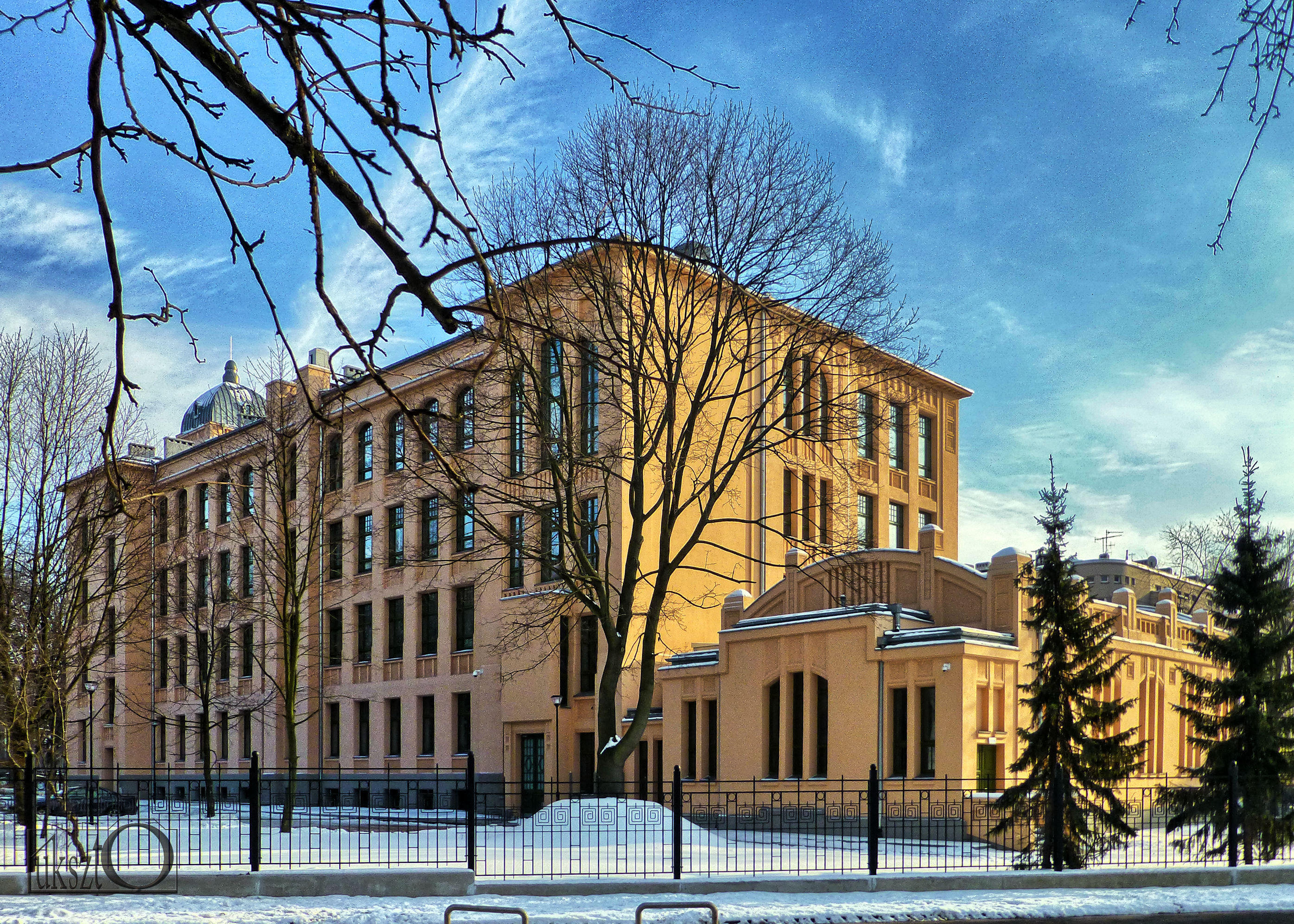
Rektorat Uniwersytetu Łódzkiego

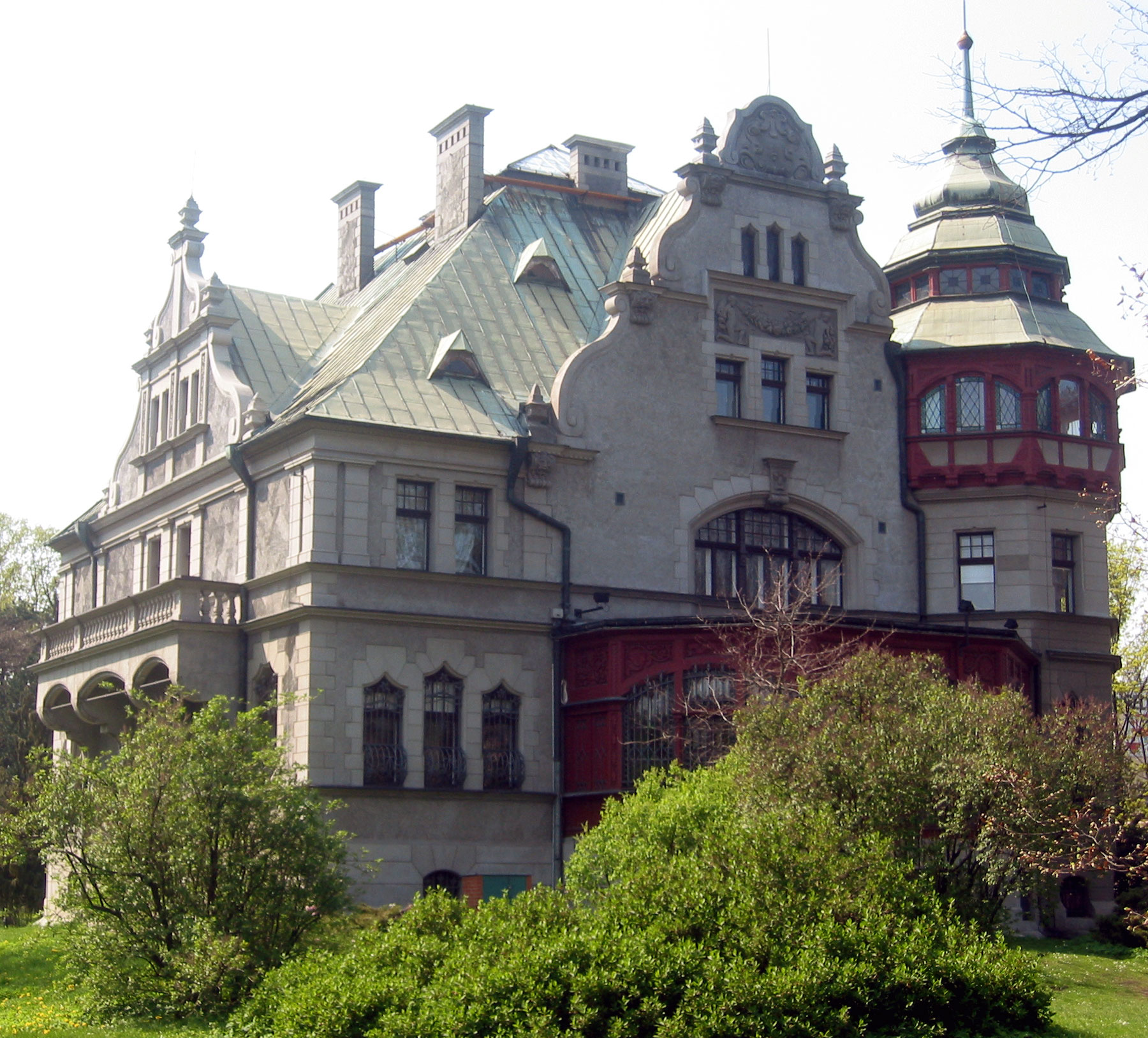
Rektorat Politechniki Łódzkiej

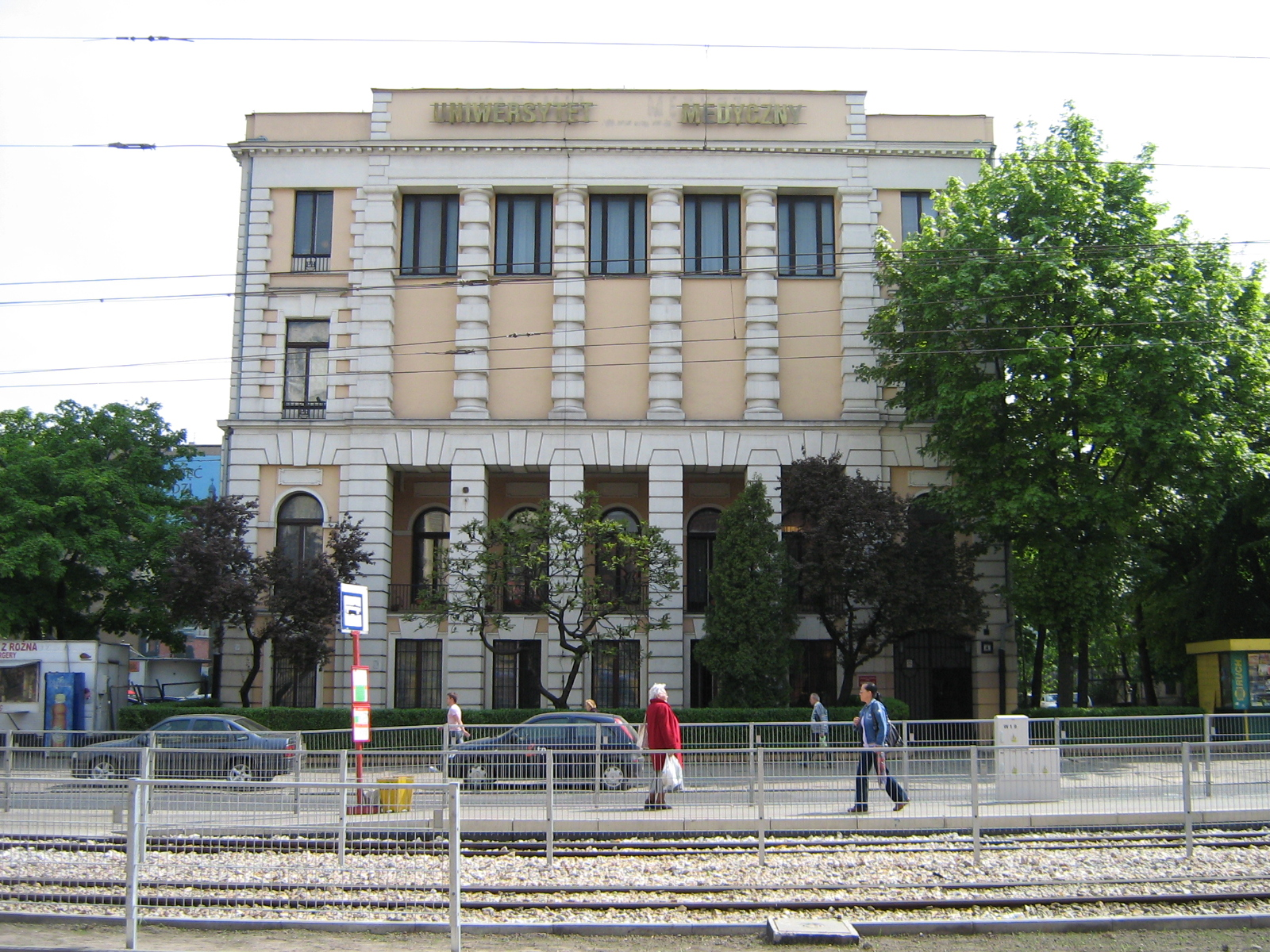
Rektorat Uniwersytetu Medycznego

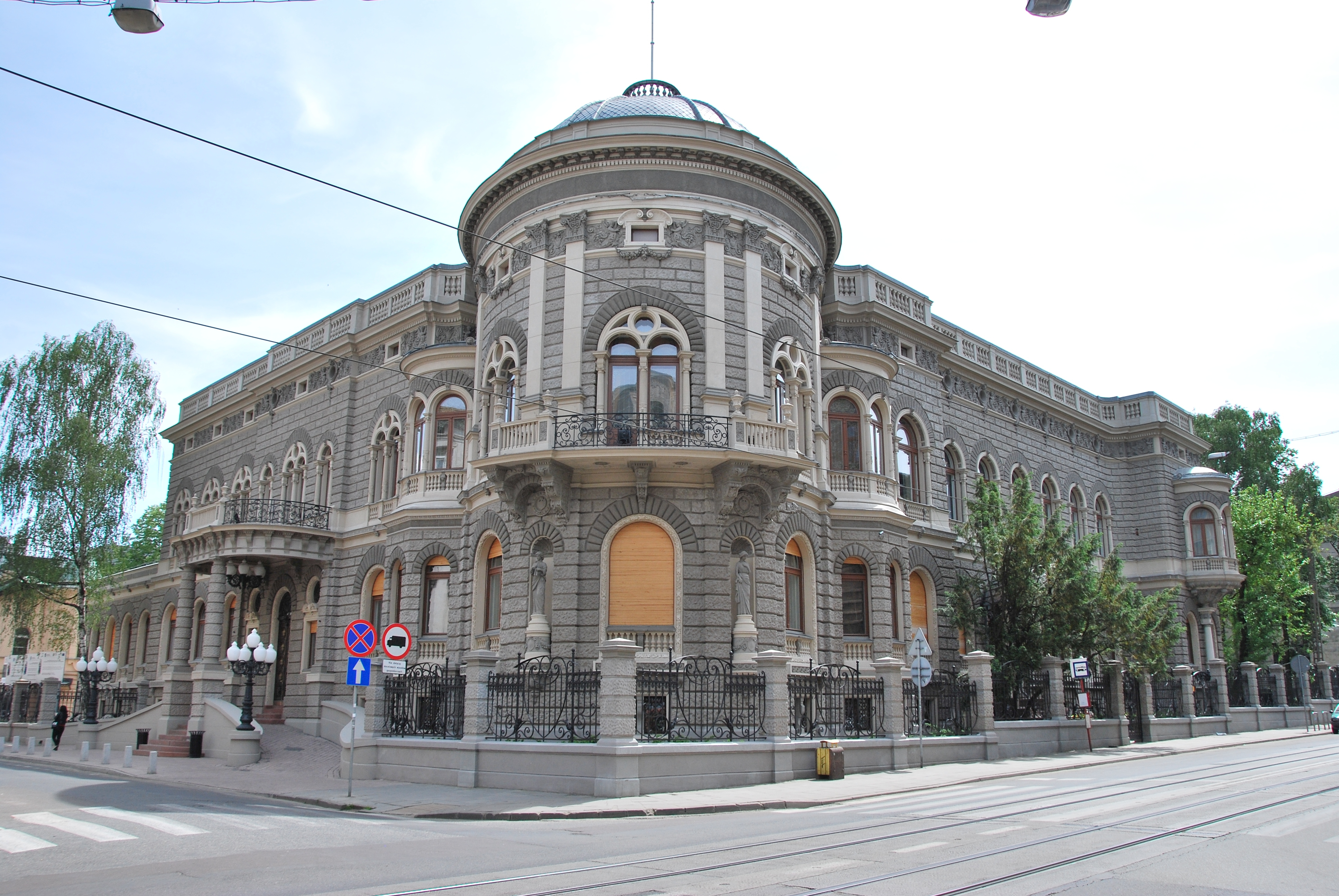
Rektorat Akademii Muzycznej

W Łodzi swoją siedzibę ma 19 uczelni, w których studiuje 64,5 tys. studentów (dane za r.akad. 2022/2023). Zdaniem Polskiego Instytutu Ekonomicznego, w 2023 r. Łódź zajmowała 8. miejsce w Polsce w rankingu uwzględniającym indeks akademickości miast, który „pozwala porównywać i oceniać miasta pod względem ich akademickiego potencjału".

## Historia

### Uniwersytet Łódzki
Pierwszą uczelnią akademicką powołaną do życia w Łodzi został Uniwersytet Łódzki (dekretem z dnia 24 maja 1945 roku, podpisanym przez Prezydenta Krajowej Rady Narodowej, Prezesa Rady Ministrów oraz Ministra Oświaty), jako kontynuator dorobku i tradycji działających w okresie międzywojennym Instytutu Nauczycielskiego, Wyższej Szkoły Nauk Społecznych i Ekonomicznych oraz oddziału Wolnej Wszechnicy Polskiej.
Instytut Nauczycielski funkcjonował w Łodzi w latach 1921–1928, a jego celem było dokształcanie nauczycieli szkół powszechnych i średnich. Wyższa Szkoła Nauk Społecznych i Ekonomicznych działała w latach 1924–1928, ale mimo formalnej niezależności, była w rzeczywistości filią warszawskiej Szkoły Nauk Politycznych. Oddział Wolnej Wszechnicy Polskiej w Łodzi prowadził działalność w latach 1928–1939.
11 grudnia 1937 rozpoczęto budowę pierwszego w mieście budynku przeznaczonego dla potrzeb uczelni. Budynek ten, usytuowany przy zbiegu dzisiejszych ulic POW i Rewolucji 1905 r., ukończono dopiero po II wojnie światowej. Mieści się tu obecnie Wydział Ekonomiczno-Socjologiczny Uniwersytetu Łódzkiego.

### Politechnika Łódzka
W tym samym czasie co Uniwersytet Łódzki, powołano do życia Politechnikę Łódzką (dekret z dnia 24 maja 1945 r.) – obecnie jedną z największych uczelni technicznych w Polsce.
O utworzeniu uczelni technicznej w Łodzi myślano już w drugiej połowie XIX wieku. Wiązało się to z szybkim rozwojem przemysłu w mieście oraz ogromnym przyrostem liczby ludności, co wymagało wysoko wykwalifikowanych pracowników, absolwentów wyższych szkół technicznych. Pierwsze działania zmierzające do powołania Instytutu Politechnicznego podjęto w latach 60. XIX wieku. Na rzecz przyszłej uczelni przekazano nawet tereny, wynajęto tymczasowe pomieszczenia i pozyskano kadrę profesorską. Powstał projekt Ustawy Instytutu, której ostateczna wersja w dniu 13 lipca 1866 roku została przesłana do zatwierdzenia cesarzowi Rosji – Aleksandrowi II. Jednakże car nie zgodził się na utworzenie placówki.
Próby powołania uczelni technicznej w Łodzi ponowiono w latach 70. XIX wieku oraz latach 20. XX wieku (w 1921 roku wpłynął do Sejmu wniosek o utworzenie Politechniki Łódzkiej), ale i te starania okazały się bezskuteczne. Zrealizowano je dopiero po II wojnie światowej.

## Lista uczelni w Łodzi

### Uczelnie państwowe
- Akademia Muzyczna im. Grażyny i Kiejstuta BacewiczówPałac Oskara Kona – Rektorat Państwowej Wyższej Szkoły Filmowej, Telewizyjnej i Teatralnej

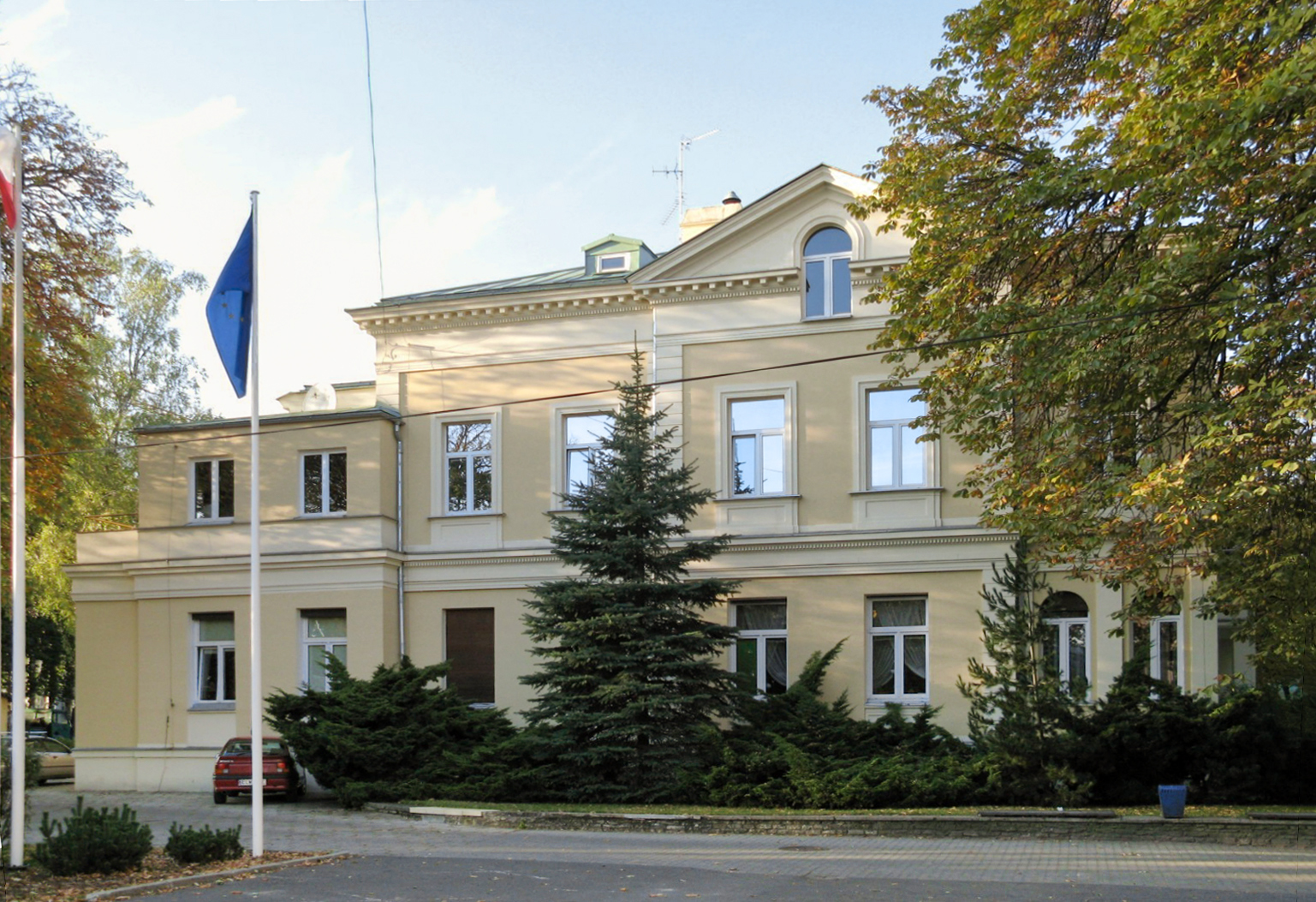
Pałac Oskara Kona – Rektorat Państwowej Wyższej Szkoły Filmowej, Telewizyjnej i Teatralnej

- Akademia Sztuk Pięknych im. Władysława Strzemińskiego
- Państwowa Wyższa Szkoła Filmowa, Telewizyjna i Teatralna im. Leona Schillera
- Politechnika Łódzka
- Uniwersytet Łódzki
- Uniwersytet Medyczny

### Uczelnie niepubliczne
- Akademia Humanistyczno-Ekonomiczna (do 2009 – Wyższa Szkoła Humanistyczno-Ekonomiczna)
- Instytut Teologiczny
- Szkoła Wyższa Ekonomii i Zarządzania w Łodzi
- Społeczna Akademia Nauk w Łodzi
- Uczelnia Nauk Społecznych w ŁodziCentrala handlowa Karola Scheiblera – obecnie Wyższa Szkoła Sztuki i Projektowania

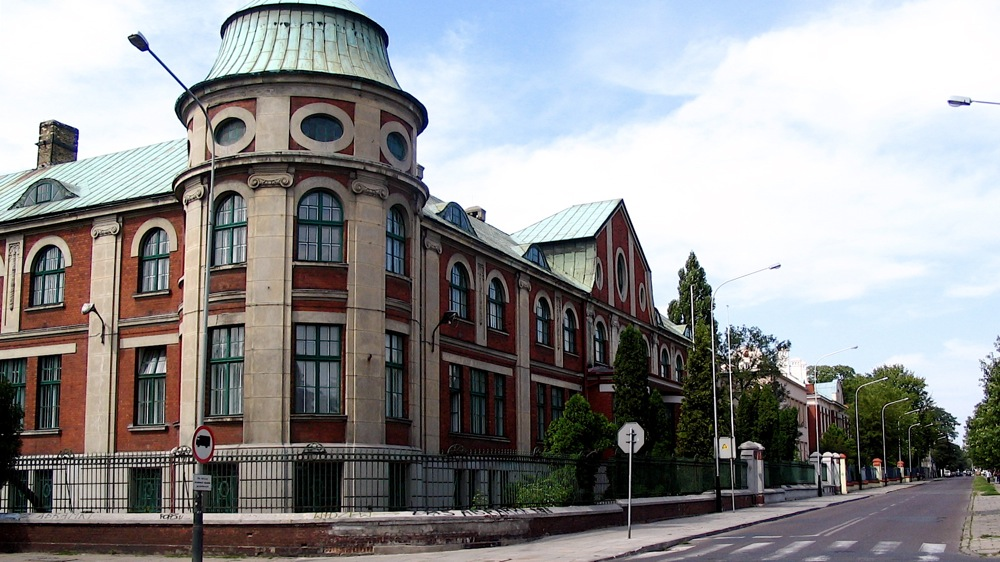
Centrala handlowa Karola Scheiblera – obecnie Wyższa Szkoła Sztuki i Projektowania

- Uniwersytet WSB Merito Łódź – d. Wyższa Szkoła Studiów Międzynarodowych w Łodzi
- Wschód-Zachód Szkoła Wyższa im. Henryka Jóźwiaka
- Wyższa Szkoła Biznesu i Nauk o Zdrowiu
- Wyższa Szkoła COSINUS
- Wyższa Szkoła Edukacji Zdrowotnej
- Wyższa Szkoła Finansów i Informatyki im. prof. Janusza Chechlińskiego
- Wyższa Szkoła Informatyki i Umiejętności
- Wyższa Szkoła Kosmetyki i Nauk o Zdrowiu
- Wyższa Szkoła Kupiecka (nie istnieje od 30 września 2015 roku

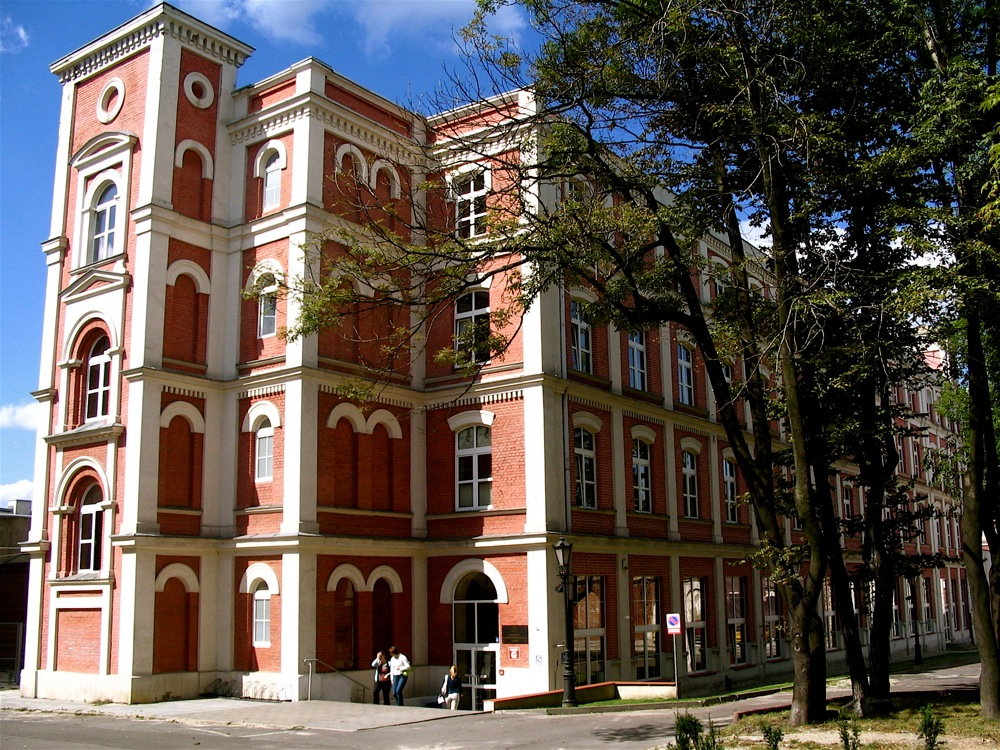
Fabryka Ferdynanda Goldnera – obecnie Akademia Humanistyczno-Ekonomiczna

- Wyższa Szkoła Marketingu i Biznesu
- Wyższa Szkoła Pedagogiczna
- Wyższa Szkoła Sportowa im. Kazimierza Górskiego
- Wyższa Szkoła Sztuki i Projektowania
- Wyższa Szkoła Turystyki i Hotelarstwa (likwidacja w 2012)
- Wyższa Szkoła Teologiczno-Humanistyczna
- Wyższa Szkoła Zawodowa Łódzkiej Korporacji Oświatowej
- Wyższe Seminarium Duchowne w Łodzi
- Wyższe Seminarium Duchowne oo. Franciszkanów

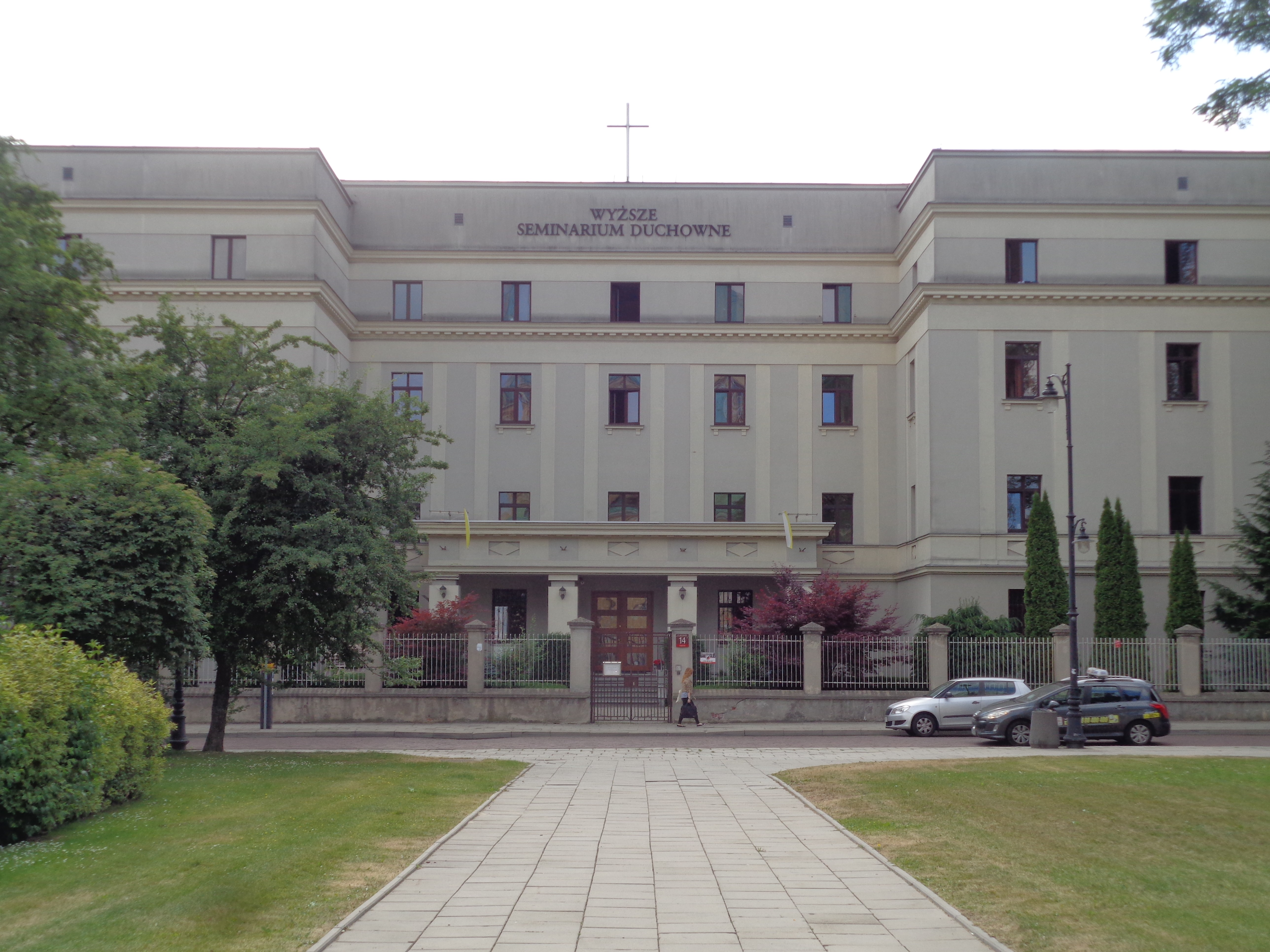
Wyższe Seminarium Duchowne w Łodzi

- Ogólnopolskie Seminarium dla Starszych Kandydatów do Święceń
- Międzynarodowe Diecezjalne Seminarium Misyjne dla nowej Ewangelizacji Redemptoris Mater